# Yarra Valley Classic 2021
Yarra Valley Classic  2021 byl tenisový turnaj pořádaný jako součást ženského okruhu WTA Tour, který se odehrával na tvrdých dvorcích Melbourne Parku. Probíhal od 31. ledna do 6. února 2021 ve viktorijské metropoli Melbourne.
Turnaj byl do kalendáře zařazen poprvé jako náhrada za zrušené turnaje Australian Open Series v Brisbane, Adelaide a Hobartu kvůli pandemii covidu-19. Vytvořena tak byla tzv. letní melbournská sezóna v kategorii WTA 500, v jejímž rámci Yarra Valley Classic probíhal souběžně s Gippsland Trophy a Grampians Trophy.
Rozpočet činil 565 530 dolarů. Nejvýše nasazenou hráčkou ve dvouhře se stala 24letá světová jednička Ashleigh Bartyová z Austrálie, která po téměř roční neaktivitě na okruhu WTA Tour vyhrála devátý singlový titul. Pátou společnou deblovou trofej vybojovaly Japonky Šúko Aojamová a Ena Šibaharaová.

## Distribuce bodů a finančních odměn

### Distribuce bodů
| Soutěž  | vítězky | finalistky | semifinalistky | čtvrtfinalistky | 16 v kole | 32 v kole | 64 v kole |
| ------- | ------- | ---------- | -------------- | --------------- | --------- | --------- | --------- |
| dvouhra | 470     | 305        | 185            | 100             | 55        | 30        | 1         |
| čtyřhra | 470     | 305        | 185            | 100             | 55        | 1         | —         |

### Finanční odměny
| dvouhra                               | 50 000 $ | 33 520 $ | 18 610 $ | 8 770 $ | 5 500 $ | 4 250 $ | 3 000 $ |
| čtyřhra                               | 20,890 $ | 13 370 $ | 8 350 $  | 4 310 $ | 2 670 $ | 2 020 $ | —       |
| částky ve čtyřhře jsou uváděny na pár |          |          |          |         |         |         |         |

## Ženská dvouhra

### Nasazení
| Stát                          | Hráčka                     | WTA | Nasazení |
| ----------------------------- | -------------------------- | --- | -------- |
| Austrálie                     | Ashleigh Bartyová          | 1.  | 1.       |
| USA                           | Sofia Keninová             | 4.  | 2.       |
| Česko                         | Karolína Plíšková          | 6.  | 3.       |
| Česko                         | Petra Kvitová              | 9.  | 4.       |
| USA                           | Serena Williamsová         | 11. | 5.       |
| Španělsko                     | Garbiñe Muguruzaová        | 15. | 6.       |
| Chorvatsko                    | Petra Martićová            | 18. | 7.       |
| Česko                         | Markéta Vondroušová        | 21. | 8.       |
| Chorvatsko                    | Donna Vekićová             | 32. | 9.       |
| Čína                          | Čang Šuaj                  | 35. | 10.      |
| Rusko                         | Anastasija Pavljučenkovová | 39. | 11.      |
| Francie                       | Fiona Ferrová              | 43. | 12.      |
| USA                           | Danielle Collinsová        | 46. | 13.      |
| Argentina                     | Nadia Podoroská            | 47. | 14.      |
| Francie                       | Kristina Mladenovicová     | 50. | 15.      |
| Česko                         | Marie Bouzková             | 52. | 16.      |
| Žebříček WTA k 25. lednu 2021 |                            |     |          |

### Jiné formy účasti
Následující hráčky obdržely divokou kartu do hlavní soutěže:
- Kimberly Birrellová
- Lizette Cabrerová
- Darja Gavrilovová
- Maddison Inglisová

Následující hráčky využily k účasti v hlavní soutěži žebříčkové ochrany:
- Mona Barthelová
- Jaroslava Švedovová
- Ču Lin
- Věra Zvonarevová

Následující hráčky obdržely účast v hlavní soutěži díky kvalifikaci na Australian Open:
- Clara Burelová
- Elisabetta Cocciarettová
- Olga Danilovićová
- Francesca Jonesová
- Greet Minnenová
- Cvetana Pironkovová
- Ljudmila Samsonovová
- Majar Šarífová

Následující hráčky obdržely účast v hlavní soutěži díky teoretické účasti na Australian Open jako tzv. šťastné poražené:
- Ysaline Bonaventureová
- Ankita Rainová
- Kamilla Rachimovová

## Ženská čtyřhra

### Nasazení
| Stát                          | Hráčka              | Stát       | Hráčka                 | WTA | Nasazení |
| ----------------------------- | ------------------- | ---------- | ---------------------- | --- | -------- |
| Maďarsko                      | Tímea Babosová      | Francie    | Kristina Mladenovicová | 7.  | 1.       |
| USA                           | Nicole Melicharová  | Nizozemsko | Demi Schuursová        | 23. | 2.       |
| Japonsko                      | Šúko Aojamová       | Japonsko   | Ena Šibaharaová        | 38. | 3.       |
| Čína                          | Tuan Jing-jing      | Čína       | Čeng Saj-saj           | 47. | 4.       |
| Chile                         | Alexa Guarachiová   | USA        | Desirae Krawczyková    | 51. | 5.       |
| Čína                          | Sü I-fan            | Čína       | Jang Čao-süan          | 64. | 6.       |
| Ukrajina                      | Ljudmyla Kičenoková | Lotyšsko   | Jeļena Ostapenková     | 67. | 7.       |
| Austrálie                     | Ashleigh Bartyová   | USA        | Jennifer Bradyová      | 80. | 8.       |
| Žebříček WTA k 25. lednu 2021 |                     |            |                        |     |          |

### Jiné formy účasti
Následující páry obdržely divokou kartu do hlavní soutěže:
- Lizette Cabrerová /  Maddison Inglisová
- Jaimee Fourlisová /  Charlotte Kempenaersová-Poczová
- Olivia Gadecká /  Belinda Woolcocková

## Přehled finále

### Ženská dvouhra
- Ashleigh Bartyová vs.  Garbiñe Muguruzaová, 7–6(7–3), 6–4

Ashleigh Bartyová vyhrála devátý titul.

### Ženská čtyřhra
- Šúko Aojamová /  Ena Šibaharaová vs.  Anna Kalinská /  Viktória Kužmová, 6–3, 6–4

Japonky získaly pátou společnou trofej.